# Selección de fútbol sub-17 de Croacia
La selección de fútbol sub-17 de Croacia es el equipo que representa al país en la Copa Mundial de Fútbol Sub-17 y en la Eurocopa Sub-17, y es controlada por la HNS.

## Estadísticas

### Eurocopa Sub-17
| Récord en el Torneo | Récord en el Torneo | Récord en el Torneo | Récord en el Torneo | Récord en el Torneo | Récord en el Torneo | Récord en el Torneo | Récord en el Torneo |           | Récord en la Clasificatoria | Récord en la Clasificatoria | Récord en la Clasificatoria | Récord en la Clasificatoria | Récord en la Clasificatoria | Récord en la Clasificatoria |
| Año                 | Ronda               | J                   | G                   | E                   | P                   | GF                  | GC                  | J         | G                           | E                           | P                           | GF                          | GC                          |                             |
| 1994                | No clasificó        | No clasificó        | No clasificó        | No clasificó        | No clasificó        | No clasificó        | No clasificó        | 4         | 1                           | 2                           | 1                           | 7                           | 6                           |                             |
| 1995                | No clasificó        | No clasificó        | No clasificó        | No clasificó        | No clasificó        | No clasificó        | No clasificó        | 2         | 1                           | 0                           | 1                           | 3                           | 1                           |                             |
| 1996                | Cuartos de final    | 4                   | 2                   | 0                   | 2                   | 4                   | 8                   | 3         | 3                           | 0                           | 0                           | 7                           | 0                           |                             |
| 1997                | No clasificó        | No clasificó        | No clasificó        | No clasificó        | No clasificó        | No clasificó        | No clasificó        | 2         | 1                           | 1                           | 0                           | 2                           | 1                           |                             |
| 1998                | Cuartos de final    | 4                   | 1                   | 1                   | 2                   | 3                   | 4                   | 3         | 2                           | 1                           | 0                           | 9                           | 1                           |                             |
| 1999                | Fase de grupos      | 3                   | 0                   | 1                   | 2                   | 1                   | 4                   | 2         | 2                           | 0                           | 0                           | 11                          | 0                           |                             |
| 2000                | No clasificó        | No clasificó        | No clasificó        | No clasificó        | No clasificó        | No clasificó        | No clasificó        | 3         | 1                           | 1                           | 1                           | 3                           | 4                           |                             |
| 2001                | Tercer lugar        | 6                   | 4                   | 0                   | 2                   | 9                   | 7                   | 2         | 2                           | 0                           | 0                           | 7                           | 1                           |                             |
| 2002                | No clasificó        | No clasificó        | No clasificó        | No clasificó        | No clasificó        | No clasificó        | No clasificó        | 3         | 2                           | 1                           | 0                           | 8                           | 3                           |                             |
| 2003                | No clasificó        | No clasificó        | No clasificó        | No clasificó        | No clasificó        | No clasificó        | No clasificó        | 6         | 4                           | 0                           | 2                           | 14                          | 7                           |                             |
| 2004                | No clasificó        | No clasificó        | No clasificó        | No clasificó        | No clasificó        | No clasificó        | No clasificó        | 3         | 1                           | 1                           | 1                           | 3                           | 4                           |                             |
| 2005                | 4.º lugar           | 5                   | 2                   | 1                   | 2                   | 13                  | 11                  | 6         | 4                           | 1                           | 1                           | 20                          | 8                           |                             |
| 2006                | No clasificó        | No clasificó        | No clasificó        | No clasificó        | No clasificó        | No clasificó        | No clasificó        | 3         | 1                           | 1                           | 1                           | 2                           | 1                           |                             |
| 2007                | No clasificó        | No clasificó        | No clasificó        | No clasificó        | No clasificó        | No clasificó        | No clasificó        | 3         | 1                           | 0                           | 2                           | 8                           | 11                          |                             |
| 2008                | No clasificó        | No clasificó        | No clasificó        | No clasificó        | No clasificó        | No clasificó        | No clasificó        | 6         | 4                           | 1                           | 1                           | 13                          | 1                           |                             |
| 2009                | No clasificó        | No clasificó        | No clasificó        | No clasificó        | No clasificó        | No clasificó        | No clasificó        | 6         | 5                           | 0                           | 1                           | 11                          | 4                           |                             |
| 2010                | No clasificó        | No clasificó        | No clasificó        | No clasificó        | No clasificó        | No clasificó        | No clasificó        | 6         | 4                           | 1                           | 1                           | 9                           | 5                           |                             |
| 2011                | No clasificó        | No clasificó        | No clasificó        | No clasificó        | No clasificó        | No clasificó        | No clasificó        | 6         | 2                           | 4                           | 0                           | 6                           | 3                           |                             |
| 2012                | No clasificó        | No clasificó        | No clasificó        | No clasificó        | No clasificó        | No clasificó        | No clasificó        | 3         | 1                           | 0                           | 2                           | 5                           | 6                           |                             |
| 2013                | Fase de grupos      | 3                   | 1                   | 2                   | 0                   | 2                   | 1                   | 6         | 5                           | 1                           | 0                           | 15                          | 8                           |                             |
| 2014                | No clasificó        | No clasificó        | No clasificó        | No clasificó        | No clasificó        | No clasificó        | No clasificó        | 3         | 1                           | 0                           | 2                           | 1                           | 3                           |                             |
| 2015                | Cuartos de final    | 4                   | 2                   | 2                   | 0                   | 4                   | 1                   | 6         | 5                           | 1                           | 0                           | 18                          | 2                           |                             |
| 2016                | No clasificó        | No clasificó        | No clasificó        | No clasificó        | No clasificó        | No clasificó        | No clasificó        | 6         | 2                           | 1                           | 3                           | 11                          | 11                          |                             |
| 2017                | Fase de grupos      | 3                   | 0                   | 1                   | 2                   | 2                   | 6                   | Anfitrión | Anfitrión                   | Anfitrión                   | Anfitrión                   | Anfitrión                   | Anfitrión                   | Anfitrión                   |
| 2018                | No clasificó        | No clasificó        | No clasificó        | No clasificó        | No clasificó        | No clasificó        | No clasificó        | 6         | 2                           | 3                           | 1                           | 10                          | 4                           |                             |
| 2019                | No clasificó        | No clasificó        | No clasificó        | No clasificó        | No clasificó        | No clasificó        | No clasificó        | 6         | 3                           | 2                           | 1                           | 10                          | 6                           |                             |
| 2022                | No clasificó        | No clasificó        | No clasificó        | No clasificó        | No clasificó        | No clasificó        | No clasificó        | 3         | 1                           | 0                           | 2                           | 3                           | 2                           |                             |
| 2023                | Cuartos de final    | 3                   | 0                   | 1                   | 2                   | 2                   | 4                   | 6         | 3                           | 2                           | 1                           | 6                           | 5                           |                             |
| Total               | 9/28                | 36                  | 13                  | 9                   | 14                  | 41                  | 46                  |           | 117                         | 67                          | 25                          | 25                          | 231                         | 111                         |

### Mundial FIFA
| Récord | Récord                                | Récord                                | Récord                                | Récord                                | Récord                                | Récord                                | Récord                                | Récord                                |                |
| Año    | Ronda                                 | J                                     | G                                     | E                                     | P                                     | GF                                    | GC                                    | GD                                    |                |
| ------ | ------------------------------------- | ------------------------------------- | ------------------------------------- | ------------------------------------- | ------------------------------------- | ------------------------------------- | ------------------------------------- | ------------------------------------- | -------------- |
| 1985   | Ver Yugoslavia                        | Ver Yugoslavia                        | Ver Yugoslavia                        | Ver Yugoslavia                        | Ver Yugoslavia                        | Ver Yugoslavia                        | Ver Yugoslavia                        | Ver Yugoslavia                        | Ver Yugoslavia |
| 1987   | Ver Yugoslavia                        | Ver Yugoslavia                        | Ver Yugoslavia                        | Ver Yugoslavia                        | Ver Yugoslavia                        | Ver Yugoslavia                        | Ver Yugoslavia                        | Ver Yugoslavia                        | Ver Yugoslavia |
| 1989   | Ver Yugoslavia                        | Ver Yugoslavia                        | Ver Yugoslavia                        | Ver Yugoslavia                        | Ver Yugoslavia                        | Ver Yugoslavia                        | Ver Yugoslavia                        | Ver Yugoslavia                        | Ver Yugoslavia |
| 1991   | Ver Yugoslavia                        | Ver Yugoslavia                        | Ver Yugoslavia                        | Ver Yugoslavia                        | Ver Yugoslavia                        | Ver Yugoslavia                        | Ver Yugoslavia                        | Ver Yugoslavia                        | Ver Yugoslavia |
| 1993   | Ver Yugoslavia                        | Ver Yugoslavia                        | Ver Yugoslavia                        | Ver Yugoslavia                        | Ver Yugoslavia                        | Ver Yugoslavia                        | Ver Yugoslavia                        | Ver Yugoslavia                        | Ver Yugoslavia |
| 1995   | No clasificó                          | No clasificó                          | No clasificó                          | No clasificó                          | No clasificó                          | No clasificó                          | No clasificó                          | No clasificó                          | No clasificó   |
| 1997   | No clasificó                          | No clasificó                          | No clasificó                          | No clasificó                          | No clasificó                          | No clasificó                          | No clasificó                          | No clasificó                          | No clasificó   |
| 1999   | No clasificó                          | No clasificó                          | No clasificó                          | No clasificó                          | No clasificó                          | No clasificó                          | No clasificó                          | No clasificó                          | No clasificó   |
| 2001   | Fase de grupos                        | 3                                     | 1                                     | 0                                     | 2                                     | 3                                     | 8                                     | -5                                    |                |
| 2003   | No clasificó                          | No clasificó                          | No clasificó                          | No clasificó                          | No clasificó                          | No clasificó                          | No clasificó                          | No clasificó                          | No clasificó   |
| 2005   | No clasificó                          | No clasificó                          | No clasificó                          | No clasificó                          | No clasificó                          | No clasificó                          | No clasificó                          | No clasificó                          | No clasificó   |
| 2007   | No clasificó                          | No clasificó                          | No clasificó                          | No clasificó                          | No clasificó                          | No clasificó                          | No clasificó                          | No clasificó                          | No clasificó   |
| 2009   | No clasificó                          | No clasificó                          | No clasificó                          | No clasificó                          | No clasificó                          | No clasificó                          | No clasificó                          | No clasificó                          | No clasificó   |
| 2011   | No clasificó                          | No clasificó                          | No clasificó                          | No clasificó                          | No clasificó                          | No clasificó                          | No clasificó                          | No clasificó                          | No clasificó   |
| 2013   | Fase de grupos                        | 3                                     | 1                                     | 0                                     | 2                                     | 3                                     | 5                                     | -2                                    |                |
| 2015   | Cuartos de final                      | 5                                     | 2                                     | 2                                     | 1                                     | 7                                     | 5                                     | -2                                    |                |
| 2017   | No clasificó                          | No clasificó                          | No clasificó                          | No clasificó                          | No clasificó                          | No clasificó                          | No clasificó                          | No clasificó                          | No clasificó   |
| 2019   | No clasificó                          | No clasificó                          | No clasificó                          | No clasificó                          | No clasificó                          | No clasificó                          | No clasificó                          | No clasificó                          | No clasificó   |
| 2021   | Cancelado por la Pandemia de COVID-19 | Cancelado por la Pandemia de COVID-19 | Cancelado por la Pandemia de COVID-19 | Cancelado por la Pandemia de COVID-19 | Cancelado por la Pandemia de COVID-19 | Cancelado por la Pandemia de COVID-19 | Cancelado por la Pandemia de COVID-19 | Cancelado por la Pandemia de COVID-19 |                |
| 2023   | No clasificó                          | No clasificó                          | No clasificó                          | No clasificó                          | No clasificó                          | No clasificó                          | No clasificó                          | No clasificó                          |                |
| 2025   | Por definirse                         | Por definirse                         | Por definirse                         | Por definirse                         | Por definirse                         | Por definirse                         | Por definirse                         | Por definirse                         |                |
| Total  | 3/14                                  | 11                                    | 4                                     | 2                                     | 5                                     | 13                                    | 18                                    | -6                                    |                |